# Ville nouvelle

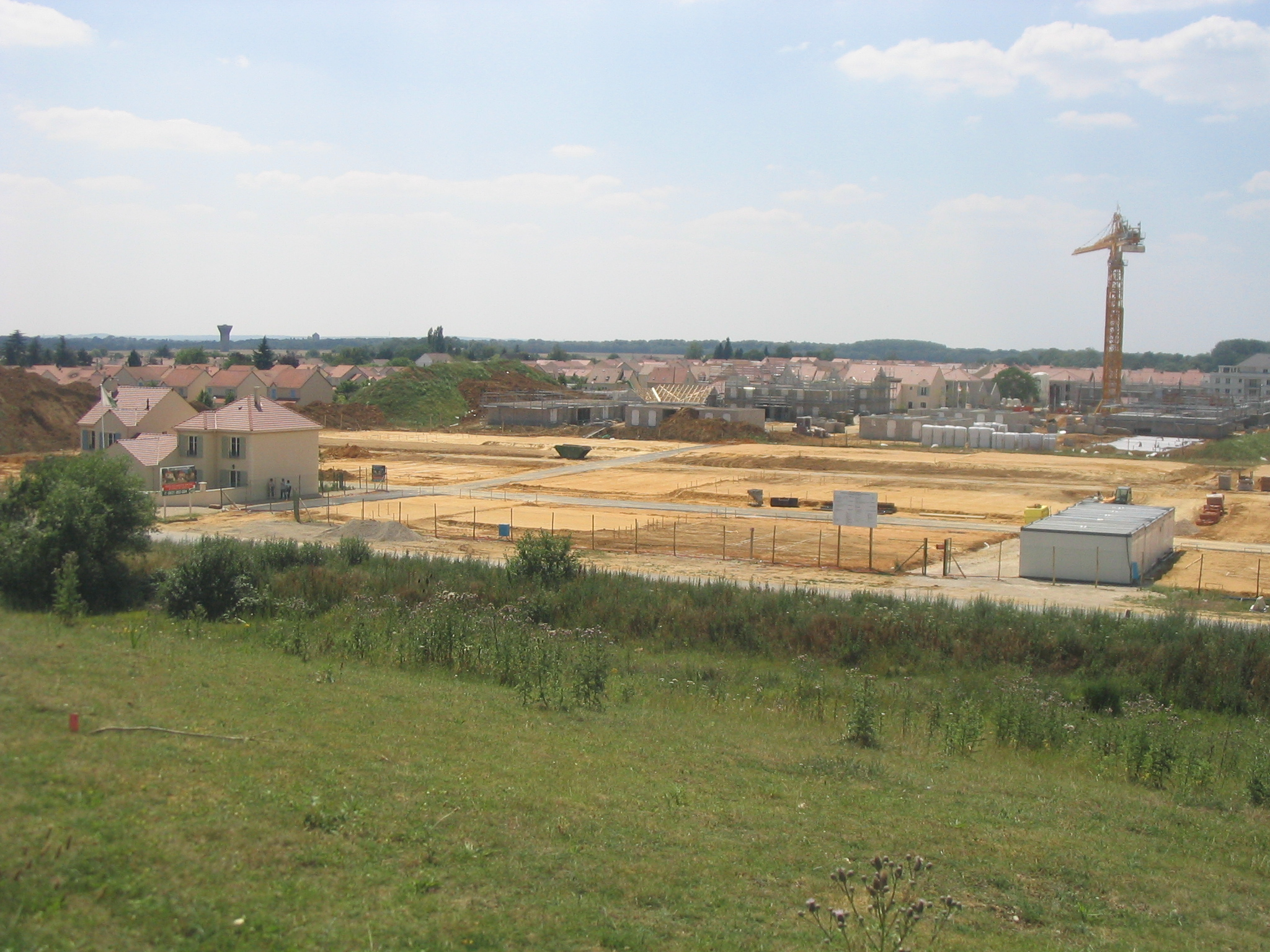
Uitbouw van Sénart, 2006

Een ville nouvelle is een "nieuwe stad" in Frankrijk, ontwikkeld volgens een programma uit het midden van de jaren 60. Intussen werden een tiental "nieuwe steden" gecreëerd, sommige in één enkele bestaande gemeente, sommige als een agglomeratie van verschillende gemeenten.
De Franse regering nam in 1965 een nieuw "Schéma d'aménagement et d'urbanisme de la région parisienne" (SDAURP) aan, waarin men besloot de regio van Parijs losser te maken van de hoofdstad. Meerdere ontwikkelingspolen buiten het centrum van de agglomeratie zouden worden uitgebouwd en een eigen zelfstandigheid ontwikkelen. Deze nieuwe polen moesten uit het niets gebouwd worden, buiten de bestaande steden, maar mochten niet te ver van het centrum van Parijs verwijderd zijn, zo'n 15 tot 50 km. Dit plan voor de ruimtelijk ordening kwam na het Plan d'aménagement et d'organisation générale (PADOG) uit 1960, waarin men de Parijse regio wilde ontwikkelen door naast de nieuwe kernen ook de oude kernen uit de rand te herwaarderen. In de loop van de jaren 60 werd het SDAURP uitgewerkt onder leiding van Paul Delouvrier.
Op nationaal niveau werden ook villes nouvelles gepland rond Rouen, Lyon, Rijsel en Marseille. Voor de coördinatie werd eind 1970 een "Groupe central des villes nouvelles" (GCVN) opgericht onder leiding van René Goetze en Jean-Eudes Roullier.
De nieuwe steden mochten geen slaapsteden worden en de grote woonblokken uit het begin van de jaren 60 waren een voorbeeld hoe het niet moest. De nieuwe steden moesten een zekere zelfstandigheid hebben binnen de agglomeratie met een goed evenwicht tussen een woon- en werkfunctie. Negen villes nouvelles werden gepland, waarvan vijf in de Parijse regio:
Bij Lyon:
- L'Isle-d'Abeau

Bij Marseille:
- Ouest Provence

Bij Parijs:
- Cergy-Pontoise
- Évry
- Marne-la-Vallée
- Sénart
- Saint-Quentin-en-Yvelines

Bij Rijsel:
- Villeneuve-d'Ascq

Bij Rouen:
- Val-de-Reuil

Het programma werd uitgevoerd binnen het juridisch kader van een "Opération d'intérêt national" (OIN), zodat de staat volledige controle heeft over de gronden. Op lokaal niveau werd voor elke ville nouvelle een "Établissement public d'aménagement" (EPA) ingesteld om de bouw en de stadsontwikkeling te beheren. Deze instellingen waren samengesteld uit staatsambtenaren en beschikten over een grote autonomie. Elke EPA kon gebruikmaken van een aantal nieuw gecreëerde wettelijke constructies. Zo stond een "Zone d'aménagement différé" (ZAD) de EPA toe om elke stedelijke ontwikkelen te bevriezen in het gebied waar de ville nouvelle moest komen en werden grondspeculaties beperkt. De terreinen werden door de EPA gekocht dankzij een voorkeursrecht bij de verkoop en zo konden de planologen op lange termijn werken aan de stadsplanning. De procedure van de "Zone d'aménagement concerté" (ZAC) werd gecreëerd in 1967, als opvolger van de "Zone à urbaniser en priorité" (ZUP). Deze produce moest zorgen voor een makkelijker samenwerking tussen verschillende betrokken actoren, zoals de openbare instanties, de planologen en de private promotoren, al bleef de staat het laatste woord houden. Op lokaal niveau werden nog bovengemeentelijke samenwerkingsstructuren ingericht volgens de Wet Boscher van 10 juli 1970. Dit waren de "Syndicats communautaires d'aménagement" (SCA) die de gemeenten groepeerden waarin de nieuwe stad zou komen te liggen.